# Лёвквист, Бент
Бент Лёвквист-Хансен (дат. Bent Løfqvist-Hansen; 26 февраля 1936, Копенгаген — 14 апреля 2022, Оденсе, Южная Дания) — датский футболист и тренер, нападающий.

## Биография
Играл с 1958 года во Втором дивизионе за «Болдклуббен 1913», предшественник команды «Фюн». В 1960 году он вместе с клубом был повышен в классе и занял седьмое место в Первом дивизионе. В следующем сезоне команда заняла третье место в чемпионате и, следовательно, получила право на участие в Кубке европейских чемпионов 1961/62, в предварительном раунде клуб разгромил «Расинг» (Люксембург) с итоговым счётом 15:2 (9:2 и 6:0), Лёвквист забил в общей сложности семь мячей, сделав в одним из матчей пента-трик. Во втором раунде команда была разгромлена будущим финалистом, мадридским «Реалом», с общим счётом 12:0. Лёвквист с Хайнцем Штрелем («Нюрнберг»), Альфредо Ди Стефано, Ференцем Пушкашем и Хусто Техадой (все из «Реала») стал лучшим бомбардиром Кубка европейских чемпионов. 20 сентября 1961 года, всего через неделю после его бенефиса в матче против «Расинга», Лёвквист дебютировал в национальной сборной: она потерпела поражение со счётом 1:5 от ФРГ, он провёл весь матч на поле. После 89 голов в 142 играх за Б 1913 он перешёл в 1962 году во французский клуб из второго дивизиона, «Мец» и, наконец, в 1966 году — в датский клуб из второго дивизиона «Оденсе», с этим клубом он повысился в 1967 году до Первого дивизиона. После понижения по итогам следующего сезона Лёвквист закончил свою карьеру в 1968 году. 
В 1980—1981 годах он был главным тренером фарерского клуба «Б68».

## Статистика

### Матчи Лёвквиста за сборную Дании
| Матчи Лёвквиста за сборную Дании | Матчи Лёвквиста за сборную Дании | Матчи Лёвквиста за сборную Дании | Матчи Лёвквиста за сборную Дании | Матчи Лёвквиста за сборную Дании | Матчи Лёвквиста за сборную Дании |
| -------------------------------- | -------------------------------- | -------------------------------- | -------------------------------- | -------------------------------- | -------------------------------- |
| №                                | Дата                             | Соперник                         | Счёт                             | Голы Лёвквиста                   | Соревнование                     |
| 1                                | 20 сентября 1961                 | ФРГ                              | 1:5                              | —                                | Товарищеский матч                |

Итого: 1 матч / 0 голов; 0 побед, 0 ничьих, 1 поражение.